# Raimbek Matraimow
Raimbek Matraimow (russisch und kirgisisch Райымбек Матраимов, * 3. Mai 1971 in Agartuu, Kirgisische SSR, heute Oblus Osch, Kirgisistan) ist ein kirgisischer Geschäftsmann und ehemaliger Zollbeamter. Matraimow kam während seiner Karriere bei der kirgisischen Zollbehörde zu beträchtlichem Reichtum und stieg zu einem der einflussreichsten Männer des Landes auf. Seit seiner Entlassung aus dem Öffentlichen Dienst im Jahr 2017 steht Matraimow im Zentrum von Korruptions- und Geldwäschevorwürfen, die sich zu einem der größten Finanzskandale in der kirgisischen Geschichte ausweiteten. Die Aufarbeitung des Skandals durch die kirgisische Justiz dauert bis heute an.

## Karriere

### Aufstieg bei der kirgisischen Zollbehörde
Matraimow kam beruflich erstmals Mitte der 1990er-Jahre mit der kirgisischen Zollbehörde in Kontakt, als er als Fahrer für den damaligen stellvertretenden Leiter der Behörde tätig war. Ab 1997 war Matraimow Angestellter der Zollbehörde und stieg in den folgenden Jahren schnell in der Hierarchie auf. Zwischen 2005 und 2015 bekleidete er verschiedene Positionen bei der Behörde im Süden Kirgisistans, unter anderem als Leiter der Dienststelle der Zollbehörde in Osch, der zweitgrößten Stadt Kirgisistans. Mit dem Regierungswechsel in Kirgisistan 2010 wurde der berufliche Aufstieg Matraimows kurzzeitig ausgebremst, indem er vom neuen Gouverneur des Gebietes Osch, dem späteren Präsidenten Sooronbai Dscheenbekow, von seinem Amt als Leiter der Zollbehörde in Osch freigestellt wurde. Bereits kurze Zeit nach seiner Entlassung erhielt Matraimow seine ehemalige Anstellung jedoch wieder zurück. 2015 stieg er zum stellvertretenden Leiter der Zollbehörde auf und behielt diesen Posten bis zum November 2017.

### Korruptionsvorwürfe
Am 23. November 2017 wurde Matraimow durch den damaligen Premierminister Sapar Isakow von seinem Amt als stellvertretender Leiter der Zollbehörde enthoben. Anlass für diesen Schritt waren erste Berichte über den extravaganten Lebensstil Matraimows, der in starkem Kontrast zu seinem vergleichsweise niedrigen Gehalt bei der Zollbehörde stand, sowie Beschwerden seitens der Regierung Kasachstans über die großen Mengen von Schmuggelware, die über Kirgisistan in das nördliche Nachbarland Kasachstan gelangten. Vergleichbare Fälle von Korruptions- und Betrugsvorwürfen gegen führende Politiker und Beamte treten in der jungen kirgisischen Demokratie häufig auf, im Falle Matraimows weiteten sich die Ermittlungen allerdings weiter aus. Bereits im Jahr 2016 wurde durch Recherchen von Radio Free Europe bekannt, dass Matraimow zahlreiche Immobilien in Kirgisistan und im Ausland sowie Anteile an mehreren kirgisischen Unternehmen besitzt, während dieser angab, durch seine Anstellung beim Zoll lediglich 8.500 US-Dollar im Jahr zu verdienen. Von der kirgisischen Regierung wurde die Entlassung Matraimows vor diesem Hintergrund als bedeutender Fortschritt in der Korruptionsbekämpfung angesehen. Unterstützt wurde diese Sichtweise durch die Entwicklung der staatlichen Zolleinnahmen, die sich im Monat nach Matraimows Entlassung verzehnfachten. Matraimow ging unterdessen gerichtlich gegen seine Entlassung vor. Am 25. Juli 2018 stimmte das Amtsgericht in Bischkek der Klage Matraimows gegen den Staat zu und ordnete die Wiedereinsetzung Matraimows als stellvertretendem Leiter der Zollbehörde an. Nach dem Urteil verzichtete Matraimow allerdings auf eine erneute Anstellung bei der Behörde.
Nach seiner Entlassung bekleidete Matraimow offiziell keine Staatsämter mehr, sein Einfluss insbesondere in der Zollbehörde blieb allerdings bestehen. Details über das System Matraimows und seine Methoden wurden erst durch Recherchen von Radio Free Europe, dem Organized Crime and Corruption Reporting Project und dem kirgisischen Online-Medium Kloop in den Jahren 2019 und 2020 bekannt. In einer Reihe von Artikeln deckte der Rechercheverbund ein umfangreiches Netz von Korruption, Geldwäsche und Schmuggel auf, in dem Matraimow eine zentrale Rolle einnahm. Zu den bedeutendsten Einnahmequellen dieses kriminellen Netzwerkes zählten der Schmuggel von Waren aus der Volksrepublik China über Kirgisistan nach Kasachstan und Russland sowie die Zolleinnahmen an Grenzübergängen insbesondere zu Usbekistan, die von Matraimow kontrolliert wurden. Die Einnahmen aus diesen Geschäften wurden größtenteils außer Landes gebracht, wobei die Gesamtsumme der durch Matraimows Netzwerk ins Ausland transferierten Geldmittel auf über 700 Millionen US-Dollar geschätzt wird.

### Politischer Einfluss
Neben seinen wirtschaftlichen Tätigkeiten nahm Raimbek Matraimow nach dem Regierungswechsel 2010 und der Errichtung eines parlamentarischen Regierungssystems in Kirgisistan zunehmend auch politisch Einfluss. Dabei unterstützte er vor allem die Sozialdemokratische Partei Kirgisistans (SDPK). Insbesondere der Einfluss Matraimows im Süden Kirgisistans galt als wichtiger Faktor für den Ausgang von Wahlen. Die Bedeutung Matraimows für den Süden des Landes basiert dabei vor allem auf dessen wirtschaftlicher Bedeutung für die Region sowie den Tätigkeiten der Matraimow-Stiftung, die Einnahmen aus illegalen Aktivitäten Matraimows für Hilfsprojekte und Infrastrukturmaßnahmen in Südkirgisistan einsetzte. Aufgrund seiner Fähigkeit zur Mobilisierung von Wählerstimmen wurde Matraimow zu einem bedeutenden Faktor in der kirgisischen Politik und trug durch seine Unterstützung maßgeblich zu den Wahlsiegen der SDPK in den 2010er-Jahren bei. Während Raimbek Matraimow dabei persönlich stets im Hintergrund blieb, kandidierte sein Bruder Iskender Matraimow bei der Parlamentswahl 2015 für die SDPK und zog in das Dschogorku Kengesch, das kirgisische Parlament, ein.
Im Zuge des Machtkampfes innerhalb der SDPK zwischen Almasbek Atambajew und Sooronbai Dscheenbekow wandte sich Matraimow von der Partei ab, die daraufhin in der politischen Bedeutungslosigkeit versank. Bei der Parlamentswahl 2020 unterstützte Matraimow die Partei Mekenim Kirgisistan, die zuvor als Regionalpartei lediglich im Oblus Osch bekannt war. Durch die Unterstützung Matraimows und den Eintritt zahlreicher Vertrauter Matraimows in die Partei, gewann diese jedoch rasch an Bedeutung und galt als eine der favorisierten Parteien für die Parlamentswahl. Dazu trug auch die finanzielle Unterstützung durch Matraimow bei, die der Partei einen landesweiten Wahlkampf ermöglichte. Hinsichtlich der großen finanziellen Mittel der Partei wurden bereits im Vorfeld der Wahl Stimmen laut, die vor einem möglichen Manipulation der Parlamentswahl durch Mekenim Kirgisistan warnten. Nachdem sich Hinweise auf den Kauf von Wählerstimmen am Abend des Wahltages verdichteten, kam es zu Massenprotesten gegen die Manipulation der Parlamentswahl, die mehrere Tage andauerten und schließlich zur Annullierung des Wahlergebnisses führten. Vorläufige Angaben der Zentralen Wahlkommission hatten nahegelegt, dass Mekenim Kirgisistan nach der Parlamentswahl die zweitgrößte Fraktion im kirgisischen Parlament gebildet hätte. Im Zuge der Proteste wurde Sadyr Dschaparow neuer Präsident Kirgisistans und erklärte die Bekämpfung von Korruption zu einem der Hauptanliegen seiner Amtszeit. Darüber hinaus kündigte Dschaparow die Festnahme Matraimows sowie eine juristische Aufarbeitung der Korruptionsfälle im Öffentlichen Dienst an.

### Juristische Aufarbeitung
Die angekündigte juristische Aufarbeitung begann im Oktober 2020 mit der Verhaftung Matraimows auf Grund von Korruptionsvorwürfen. Noch am selben Tag wurde Matraimow wieder aus der Haft entlassen und verpflichtete sich zu einer Zahlung von 2 Milliarden Som (im November 2020 circa 20 Millionen Euro). Der Prozess gegen Matraimow wurde von Protesten gegen die weit verbreitete Korruption und das von den Protestanten als zu milde empfundene Vorgehen der kirgisischen Justiz gegenüber dem ehemaligen Zollbeamten begleitet. Präsident Dschaparow hingegen verteidigte die vorläufige Einigung mit Verweis auf die vereinbarte Geldzahlung, die den kirgisischen Haushalt im Gegensatz zu einer Haftstrafe gegen Matraimow entlaste. Das Urteil im Prozess gegen Matraimow am Bezirksgericht in Bischkek erging am 11. Februar 2021. Matraimow wurde darin der Korruption schuldig gesprochen und zu einer Geldstrafe von 260.000 Som verurteilt. Die verhältnismäßig niedrige Geldstrafe begründete das Gericht mit der zuvor getätigten Zahlung von 2 Milliarden Som durch den Angeklagten.
Am 9. Dezember 2020 und damit noch während des Prozesses gegen Matraimow in Kirgisistan gab das Finanzministerium der Vereinigten Staaten die Verhängung von Sanktionen gegen Matraimow basierend auf dem Magnitsky Act bekannt. Dieser Schritt bedeutete insbesondere die Einfrierung aller Vermögenswerte Matraimows in den Vereinigten Staaten. Der US-amerikanische Botschafter in Kirgisistan nannte die Medienberichte über das Korruptionsnetzwerk Matraimows „die wichtigste Nachricht der vergangenen 18 Monate“ und verglich die Geschehnisse mit einem „Hollywood-Mafia-Film“, wobei das Ende noch offen sei. Das kirgisische Innenministerium beschuldigte den US-Botschafter nach diesen Äußerungen der Einmischung in innere Angelegenheiten und der Ausübung von Druck auf laufende juristische Prozesse.
Am 18. Februar 2021 wurde Matraimow unter dem Vorwurf der Geldwäsche erneut festgenommen. Der Leiter des kirgisischen Geheimdienstes, Kamtschibek Taschijew, kündigte an, die Ermittlungen gegen Matraimow zu leiten. Anlass für den erneuten Prozess gegen Matraimow waren Medienbericht über Luxusimmobilien unter anderem in Dubai, die sich im Besitz Matraimows befänden. Nach der Verhaftung wurde Matraimow für die Dauer der Ermittlungen in Untersuchungshaft genommen, wobei er mehr als einen Monat in einer Privatklinik verbrachte, nachdem er über eine Verschlechterung seines Gesundheitszustandes im Gefängnis geklagt hatte. Am 15. April 2021 gaben die zuständigen Behörden bekannt, dass sich die Vorwürfe gegen Matraimow nicht erhärtet hätten und der Erwerb von Immobilien im Ausland durch Matraimow nicht belegt werden könne. Infolgedessen wurde die Anklage wegen Geldwäsche fallengelassen und Matraimow aus der Untersuchungshaft entlassen. Die US-amerikanische Botschaft veröffentlichte am 16. April 2021 eine Pressemitteilung, in der die Freilassung Matraimows kritisiert und eine weitere Aufarbeitung des Falles angeregt wurde.